# أندريه ملنك
أندريه ميلنك هو سياسي ودبلوماسي أوكراني، بين 2007 و2010 كان القنصل العام لأوكرانيا في هامبورج. ومنذ 13 يناير 2015 أصبح سفير أوكرانيا لدى ألمانيا. أثار تصريحاته بشأن ستيبان بانديرا انتقادات في ألمانيا وبولندا، كما كان نشطًا في انتقاد سياسة الحكومة الألمانية خلال الغزو الروسي لأوكرانيا.

## السيرة
أنهى ملنك دراسة القانون عام 1997 في جامعة إيفان-فرانكو الوطنية في لفيف والتحق في نفس العام بالخدمة الدبلوماسية في أوكرانيا. وهو يتحدث الألمانية والإنجليزية.
من 1999 إلى 2003 كان السكرتير الثاني ثم السكرتير الأول لسفير أوكرانيا في النمسا. من 2005 إلى 2007، وفي عهد الرئيس فيكتور يوشتشينكو، شغل منصب نائب مدير دائرة التعاون الثنائي والإقليمي في البرلمان الأوكراني. من 5 أبريل 2007 إلى 2012 كان القنصل العام لأوكرانيا في هامبورج. بعد ذلك كان مدير المديرية الثالثة في وزارة الشؤون الخارجية الأوكرانية.
من 25 مارس 2014 إلى تعيينه سفيرًا في عهد الرئيس بيترو بوروشينكو كان نائب وزير في مجلس وزراء أوكرانيا وكان مسؤلًا عن الاندماج الأوروبي.
أندريه ملنك متزوج من سفيتلانا ملنك، ولديهما ابن وابنة.

## سفيرًا لدى ألمانيا
في أبريل 2021، صرح ميلنك بأن بلاده قد تضطر إلى العودة إلى امتلاك أسلحة نووية لضمان حمايتها أو تكون عضوة في حلف الناتو.
في 9 يوليو 2022، قرر الرئيس فولدمير زيلنسكي إقالة أندريه مينلك من منصبه.